# Peugeot 206
Peugeot 206 — автомобиль малого класса французской компании Peugeot. Выпускается с 1999 года в качестве замены для Peugeot 205. Разработанный под внутризаводским обозначением «T1», Peugeot 206 был представлен в сентябре 1998 года в кузове хетчбэк, за которым последовали кабриолет (206 CC) в сентябре 2000 года, универсал (206 SW) в сентябре 2001 года, седан (206 SD) в сентябре 2005 года, до замены на модель 207 в апреле 2006 года.
Модель 206 является самой массовой моделью в истории Peugeot: к 2012 году всего было произведено 8 358 217 автомобилей. Несмотря на свой возраст и наличие преемника в виде Peugeot 207 (у которого уже тоже есть преемник в виде Peugeot 208, при этом Peugeot 207 снят с производства), до сих пор модель 206 производится по лицензии иранской компанией Iran Kordo под названием Peugeot 207i.

## 206+ (Т31)
206+ — это модернизированная версия 206 с новой передней частью и стилем, похожим на европейский 207. Он производился в Мюлузе, Франция,  и был запущен в феврале 2009 года.
В мае 2008 года бразильское отделение Peugeot объявило, что не будет производить и импортировать Peugeot 207 в Бразилию, но вместо этого изменит некоторые элементы 206, уже находящегося в производстве,  утверждая, что было бы непрактично поступить иначе. Автомобиль, выпущенный в августе 2008 года, имел незначительные изменения в механических частях, таких как подвеска и коробка передач.  Он продается между оригинальной 206 и европейской 207, имея Volkswagen Fox, Renault Clio Campus и Chevrolet Agile в качестве основных конкурентов. Он предлагается в кузовах хэтчбек с 3 и 5 дверями, универсал и седан с 4 дверями, включая рестайлинговый 207 Escapade.
Автомобиль продается под названием «207 Compact» в Аргентине (стране, где он также производится) и Уругвае, чтобы отличить его от европейских 207 CC и RC, которые также продаются в этих странах. Peugeot планировал назвать его «207 Brasil» в Бразилии, но вскоре отказался от «Brasil» из названия, так как это решение вызвало в целом негативную реакцию со стороны СМИ.  Бразильский 207 также подвергся критике, поскольку он был воспринят по сути как рестайлинговый 206, несмотря на усилия Peugeot по продвижению его как совершенно нового автомобиля и даже продаже его по более высокой базовой цене.
В феврале 2009 года Peugeot объявила, что эта пересмотренная модель будет производиться на заводе в Мюлузе во Франции для европейского рынка ( только с левым рулем ) под маркой 206+.  как патриотический ответ на рецессию, направленный на борьбу с рецессией, на инициативу Renault по импорту недорогих Dacias из Румынии. В мае 2009 года компания объявила о наборе дополнительных 450 рабочих для поддержки производства в Мюлузе моделей 206+ и двухдверных моделей 308 , также собираемых на этом предприятии. Этот завод экспортировал модель под маркой 207 Compact в Чили (с 2010 года), Мексику (2009–2011 годы) и Доминиканскую Республику .
С октября 2010 года Naza Group начала сборку седана 207 в Малайзии.  Он также экспортировался на рынки Юго-Восточной Азии с правым рулем и Южной Азии, такие как Таиланд, Индонезия, Бруней и Шри-Ланка.

С мая 2013 года Peugeot больше не предлагает модель 206+ в Европе из-за более высокого спроса на новую модель 208 и появления модели 301 на базе 207.

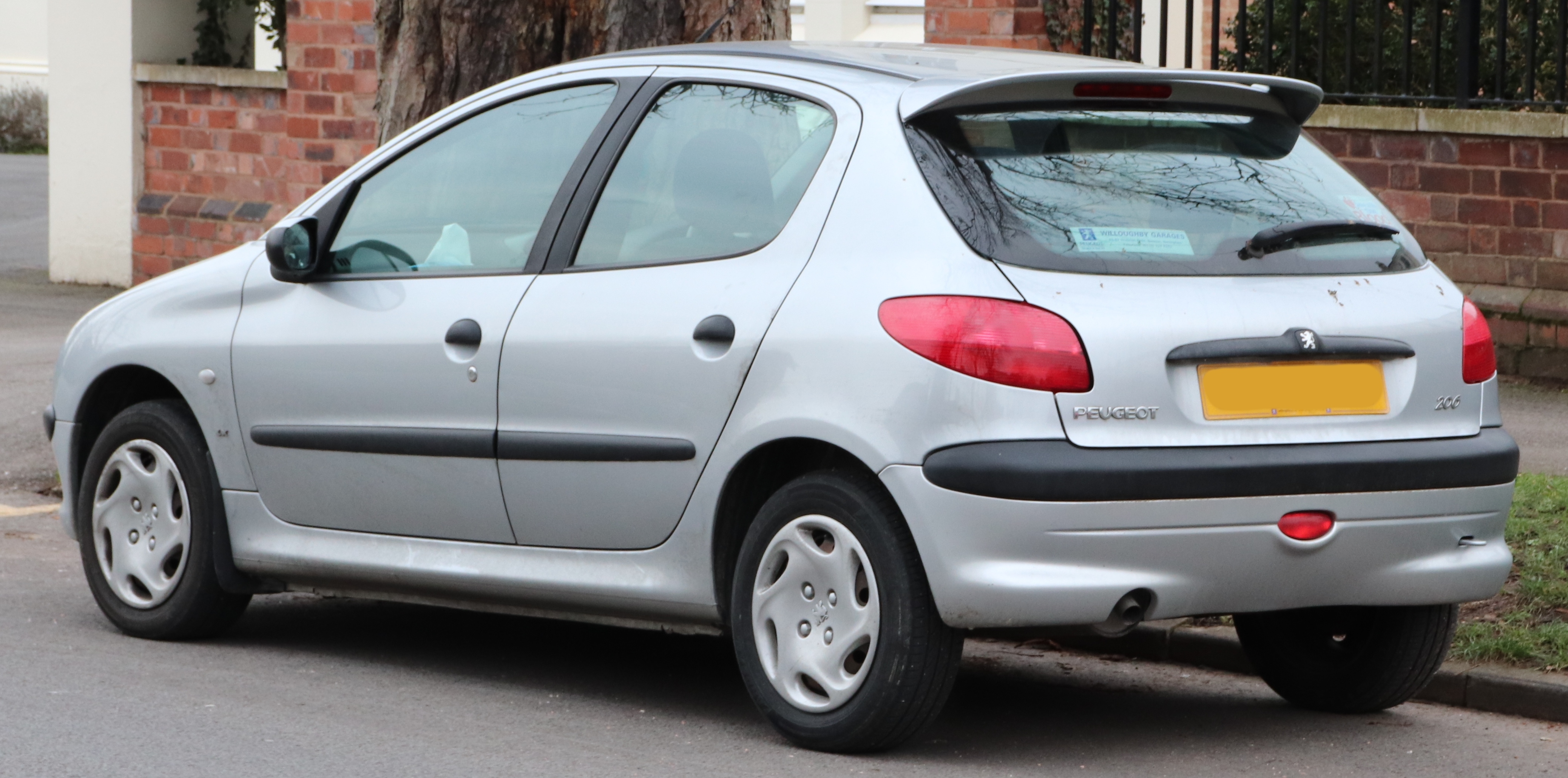
Пятидверный хетчбэк
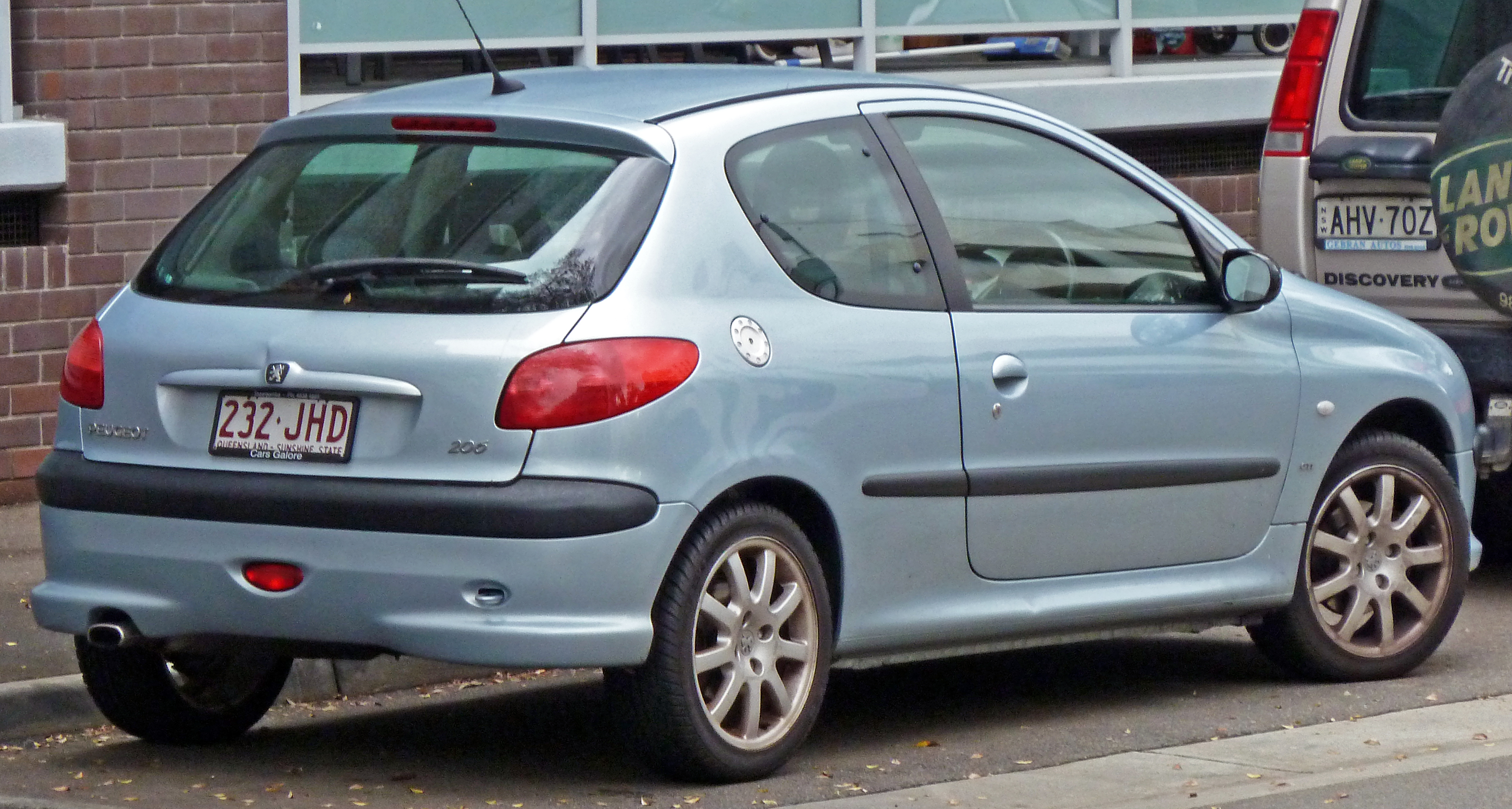
Трёхдверный хетчбэк
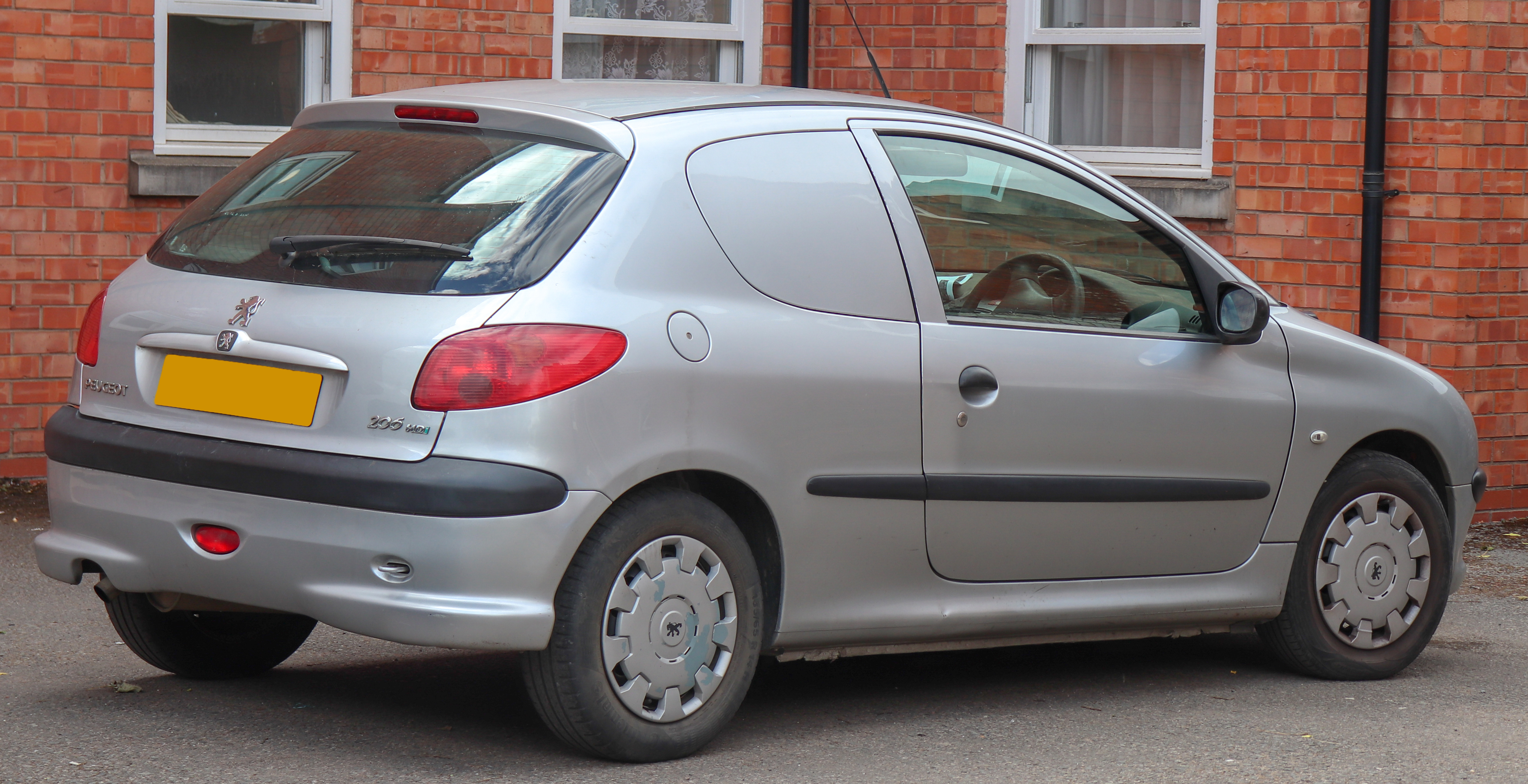
Фургон
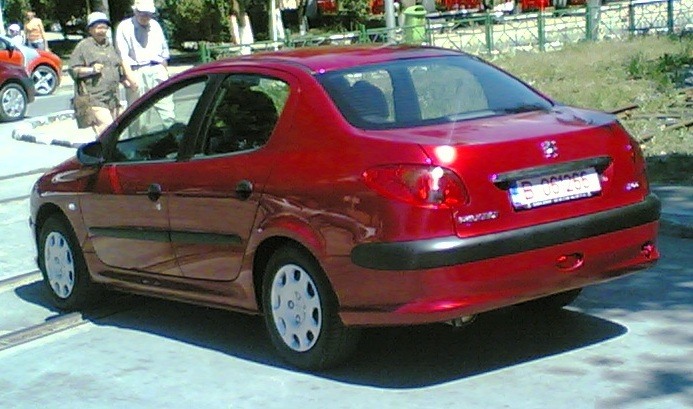
Седан (206 SD)
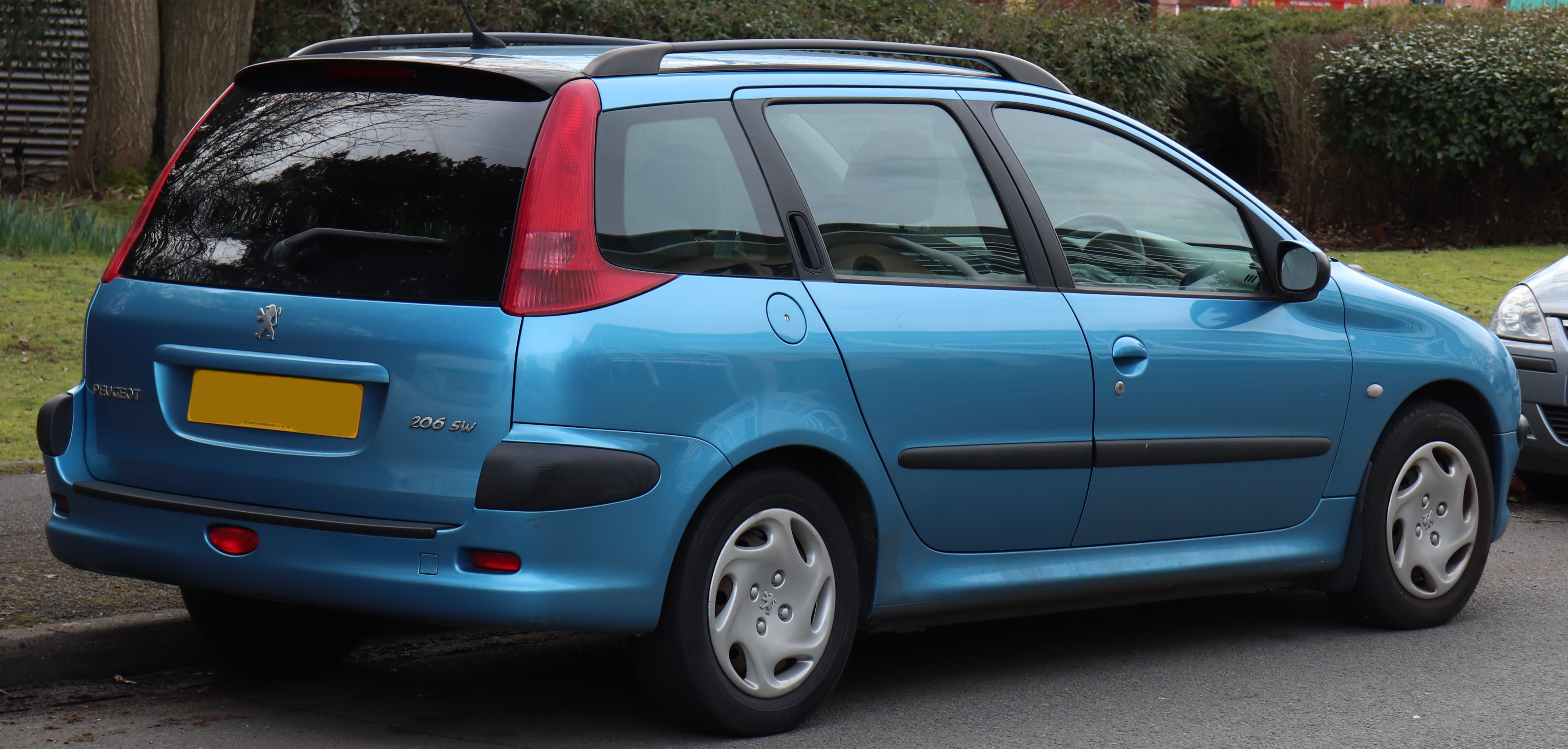
Универсал (206 SW)
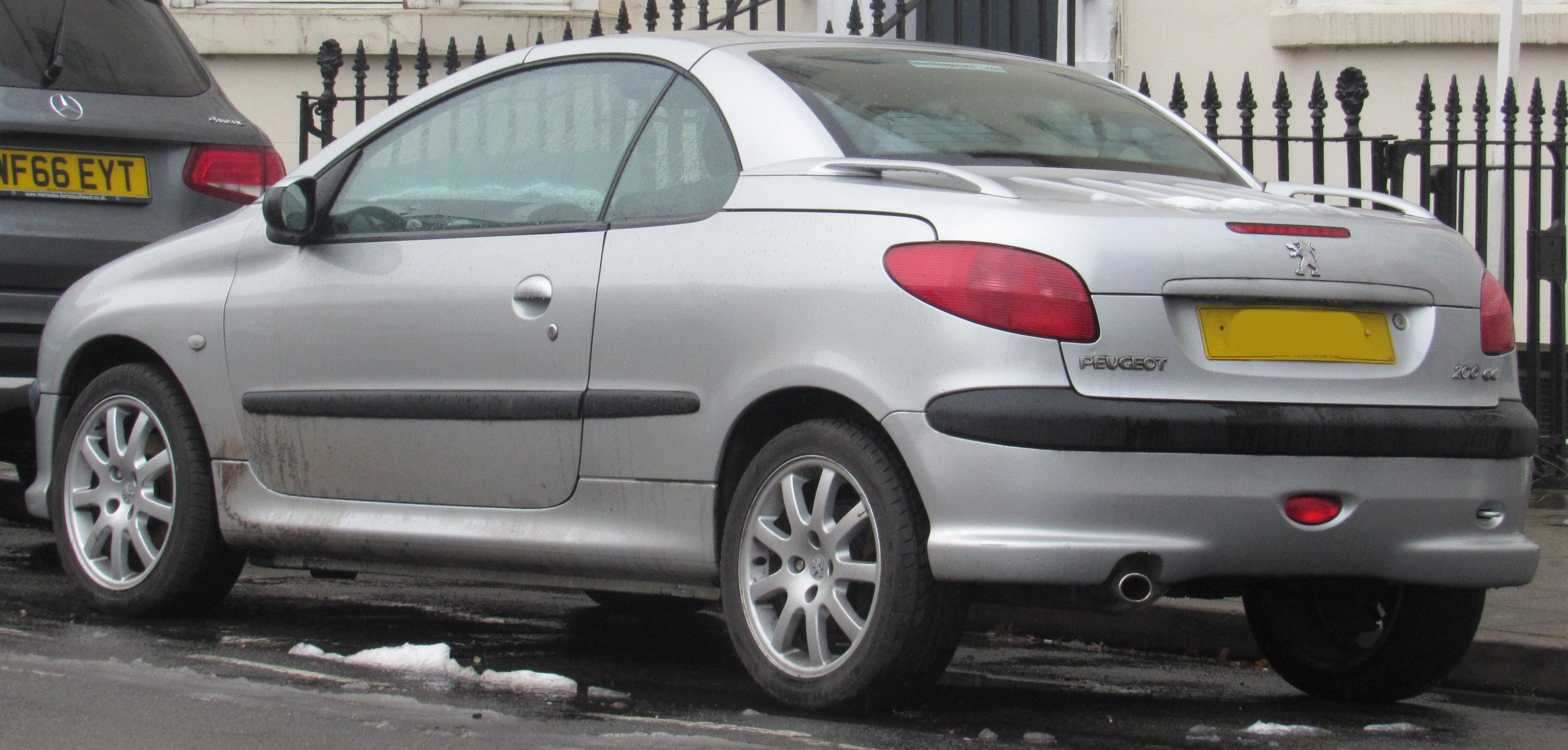
Кабриолет (206 CC)
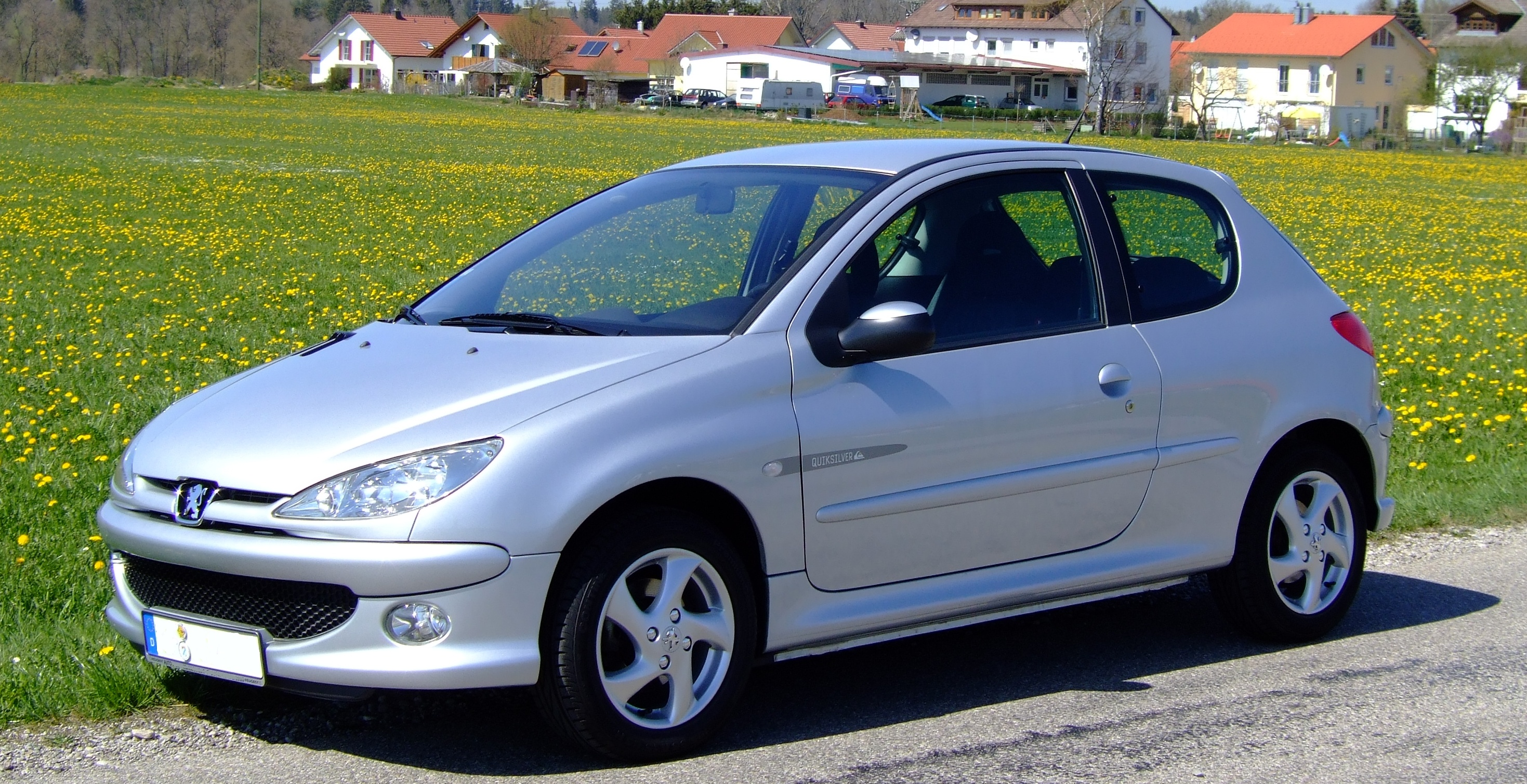
Модель Peugeot 206 в коллаборации со спортивным брэндом Quiksilver
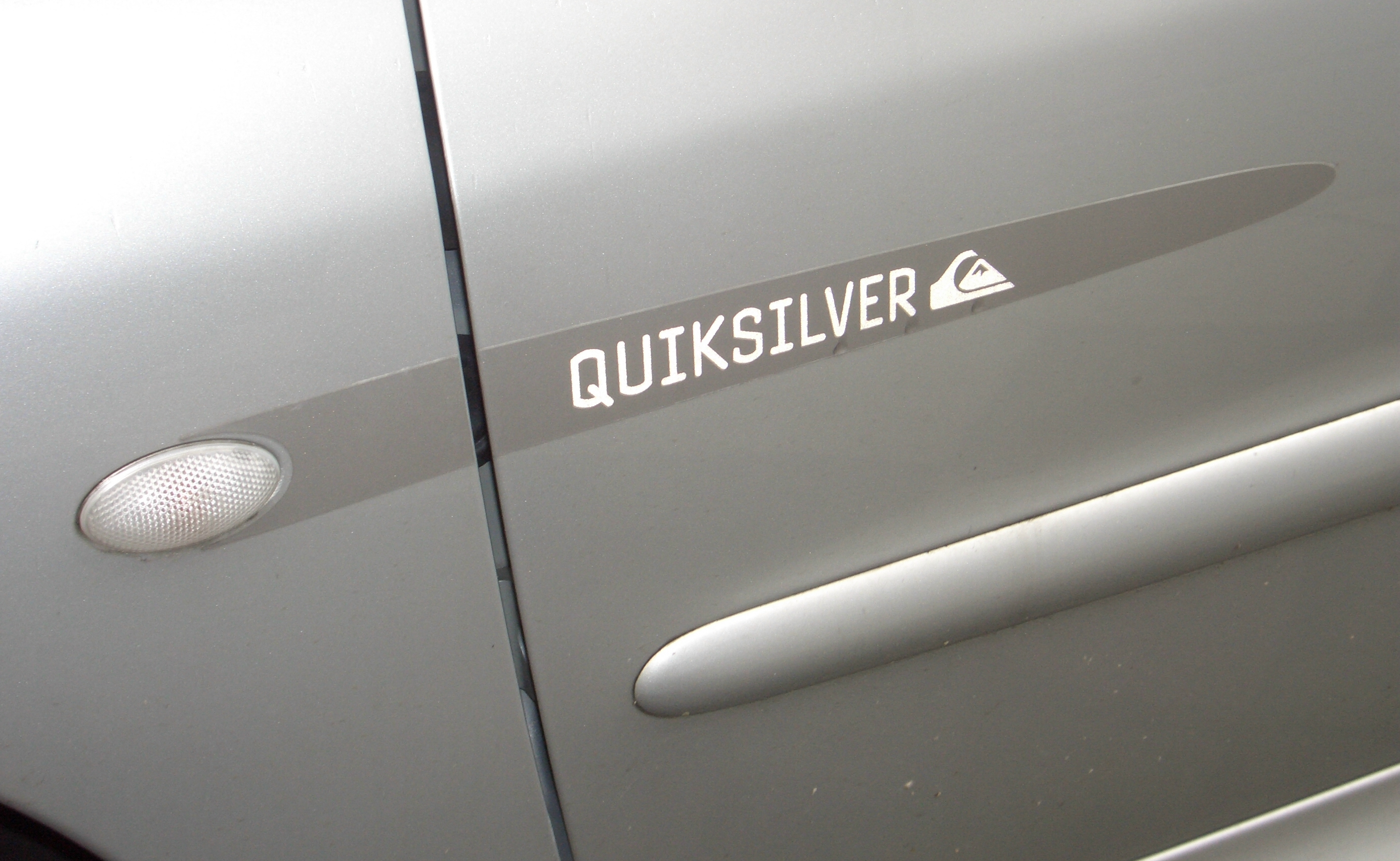
Дверь Peugeot 206 с логотипом Quiksilver
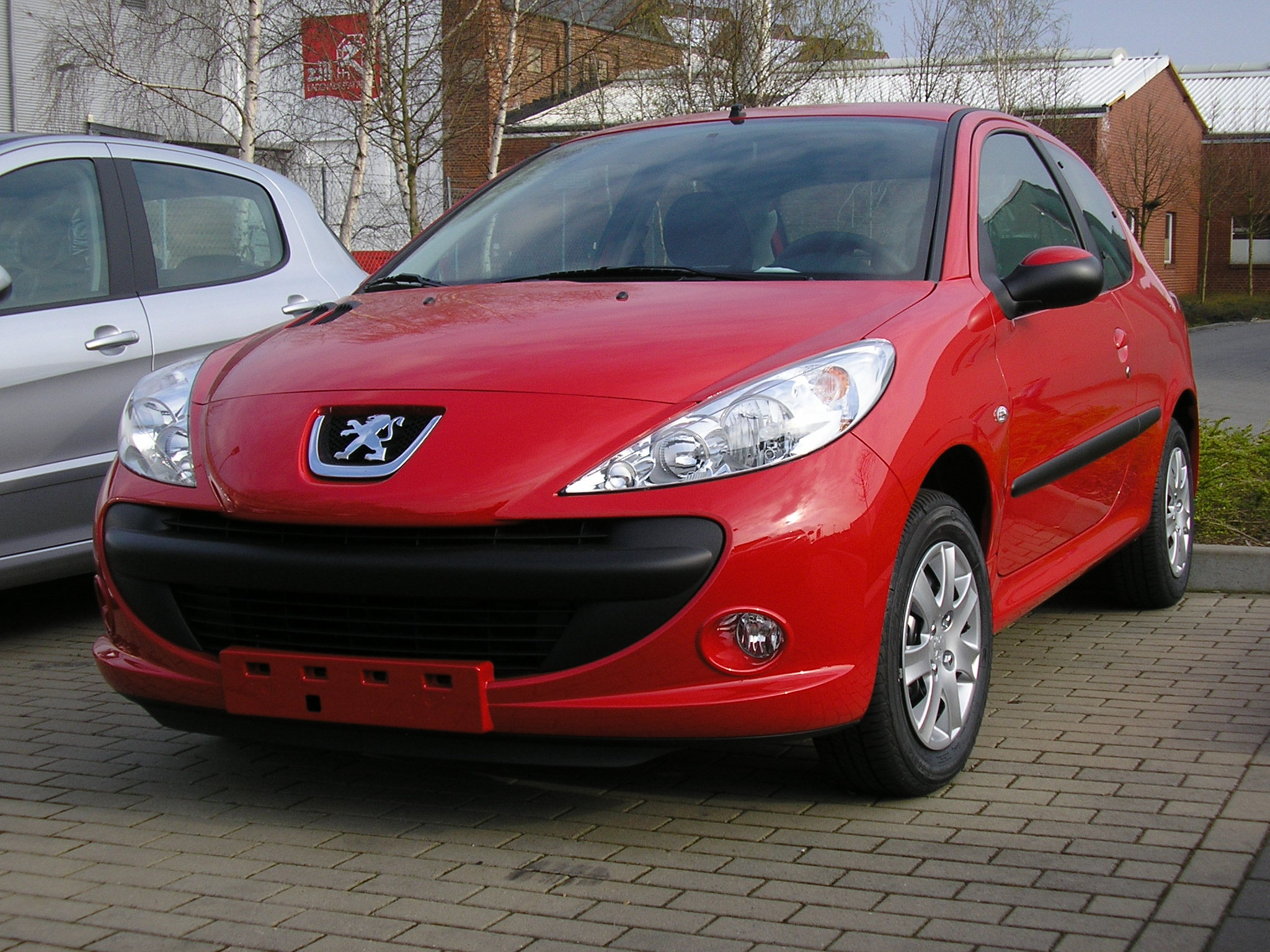
Peugeot 206+

## Купе-кабриолет
Купе-кабриолет Peugeot 206 CC производился с конца 2000 до 2007 года. За это время было реализовано 360 000 шт., благодаря чему Peugeot 206 CC стал лидером в своем классе. Около 100 000 экземпляров было продано только на рынке Германии в 2005 году, а доля Peugeot 206 СС в этой стране достигла 40 % продаж модели Peugeot 206.
Объём багажника составляет 175 л (в конфигурации кабриолет) и 400 л в конфигурации купе. Электрический механизм трансформирует купе в кабриолет и наоборот за 20 с. Особенностью багажника Peugeot 206 CC является наличие матерчатой шторки, если не откинуть которую, электропривод складывания жёсткого верха не будет действовать. Таким образом реализована защита от контакта элементов складной крыши и содержимого багажного отделения. На рынок России модель поставлялась с мотором 1,6 л 110 л.с. с 5-МКПП или 4-АКПП системы Porsche Tip-Tronic, а также с мотором 2,0 л с 5-МКПП.

## Комплектации
Пежо 206 оснащается бензиновыми и дизельными двигателями, но в Россию поставляются только автомобили с бензиновыми двигателями. Классический Peugeot 206 — это 3- или 5-дверный хетчбэк, однако существуют и другие варианты кузова: седан (Sedan, производится в Иране), универсал (SW) и купе-кабриолет (CC) со складывающейся жёсткой крышей.

## Безопасность
| Euro NCAP                                                   | Euro NCAP | Euro NCAP | Euro NCAP |
| ----------------------------------------------------------- | --------- | --------- | --------- |
| Рейтинги                                                    | Пассажир  |           | 25        |
| Рейтинги                                                    | Пешеход   |           | 11        |
| Протестированная модель: Peugeot 206 1.3 XR Presence (2000) |           |           |           |

## Рейтинги
- В рейтинге германской «Ассоциации технического надзора» (VdTUV) в возрастной категории «от 4 до 5 лет» и «от 6 до 7 лет» Peugeot 206 признан одним из самых ненадежных поддержанных автомобилей 2019 года[4].

## Продажи
| Рынок          | 1998   | 1999    | 2000        | 2001    | 2002    | 2003    | 2004    | 2005    | 2006   | 2007   | 2008   | 2009   | 2010   | 2011   |
| -------------- | ------ | ------- | ----------- | ------- | ------- | ------- | ------- | ------- | ------ | ------ | ------ | ------ | ------ | ------ |
| Франция        | 44.025 | 155.694 | 176.083     | 211.300 | 181.929 | 159.564 | 151.250 | 119.907 | 65.199 | 34.059 | 31.648 | 51.029 | 56.135 | 44.183 |
| Германия       | 8.138  | 43.836  | 48.099      | 50.413  | 55.177  | 63.426  | 57.882  | 48.806  | 29.664 | 7.634  | 3.100  | 17.976 | 14.477 | 8.832  |
| Великобритания | 10.300 | 58.788  | 80.992      | 97.887  | 101.019 | 95.052  | 86.605  | 67.450  | 33.644 | н/д    | н/д    | н/д    | н/д    | 0      |
| Россия         |        | 9       | 72          | 885     | 2.263   | 1.985   | 1.884   | 2.637   | 2.729  | 3.207  | 2.489  | 1.065  |        |        |
| Бельгия        |        |         |             | 18.864  | 20.104  | 20.756  | 19.634  | 18.003  | 12.528 |        |        |        |        | 5.395  |
| Нидерланды     | 3.007  | 16.599  | 22.489      | 22.294  | 21.173  | 19.223  | 15.573  | 11.377  | 6.955  | 3.409  | 2.782  | 2.965  | 2.851  | 2.145  |
| Австрия        |        |         |             |         |         | 6.581   | 5.874   | 4.996   |        |        |        |        | 2.031  | 1.901  |
| Швейцария      |        |         |             | 9.147   | 8.935   | 7.576   | 5.846   | 4.235   | 2.465  | 666    | 65     | 70     | 913    | 762    |
| Италия         | 11.946 | 61.100  | 79.579      | 87.459  | 83.171  | 70.425  | 58.527  | 43.669  | 22.612 |        | 5.045  | 12.893 | 18.021 |        |
| Испания        |        |         | 5.212 ноя   | 72.382  | 62.288  | 60.320  | 58.438  | 43.186  | 22.050 |        | 0      | 4.710  | 6.544  | 3.409  |
| Португалия     | 4.248  | 16.246  | 2.970 2мес. | 17.415  | 13.971  | 10.426  | 9.715   | 7.701   |        |        |        | 1.002  | 1.739  |        |
| Швеция         |        | 1.765   | 2.919       | 4.083   | 5.700   | 5.430   | 5.053   | 4.926   | 3.566  |        |        |        |        |        |
| Норвегия       |        | 1.852   | 2.096       | 1.760   | 1.473   | 1.571   |         |         |        |        |        |        |        |        |
| Дания          |        |         |             | 5.297   | 6.808   | 5.291   | 4.905   | 4.936   | 4.130  | 3.306  | 2.371  | 145    | 2.385  | 2.746  |
| Финляндия      |        |         |             | 2.505   |         |         | 2.704   | 2.380   | 1.589  |        |        |        |        |        |
| Польша         | 1.843  | 8.028   | 11.534      | 10.489  | 11.975  | 13.023  | 9.447   | 5.586   | 4.723* |        |        |        |        |        |
| Чехия          |        |         |             |         | 4.001   | 4.410   | 3.726   | 2.892   | 2.198  | 1.373  | 792    | 534    |        |        |
| Греция         | 626    | 7.330   | 10.142      | 9.732   | 9.757   | 7.306   | 6.900   | 5.596   | 4.983  | 670    | 278    | 407    | 552    | 270    |
| Венгрия        | 970    | 2.468   |             |         | 5.543   | 7.571   |         |         | 2.926  |        |        |        |        |        |
| Румыния        |        |         |             |         |         |         |         |         |        |        |        |        |        |        |
| Эстония        |        |         |             |         |         |         |         |         |        |        |        |        |        |        |
| Латвия         |        |         |             |         |         |         |         |         |        |        |        |        |        |        |
| Литва          |        |         |             |         |         |         |         |         |        |        |        |        |        |        |
| Европа         |        |         |             |         |         |         |         |         |        |        |        |        |        |        |
| Египет         |        |         |             |         |         |         |         |         |        |        |        |        |        |        |
| США            |        |         |             |         |         |         |         |         |        |        |        |        |        |        |
| Канада         |        |         |             |         |         |         |         |         |        |        |        |        |        |        |
| Весь мир       |        |         |             |         |         |         |         |         |        |        |        |        |        |        |

## Галерея

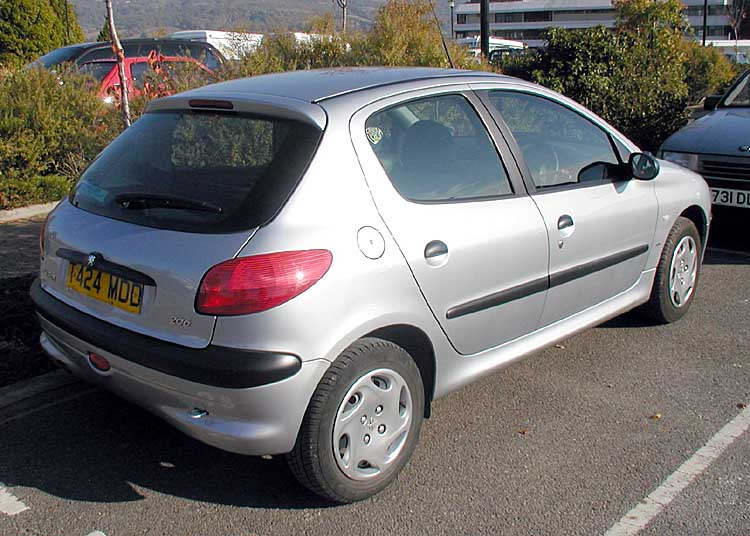
Peugeot 206 (1999 год)
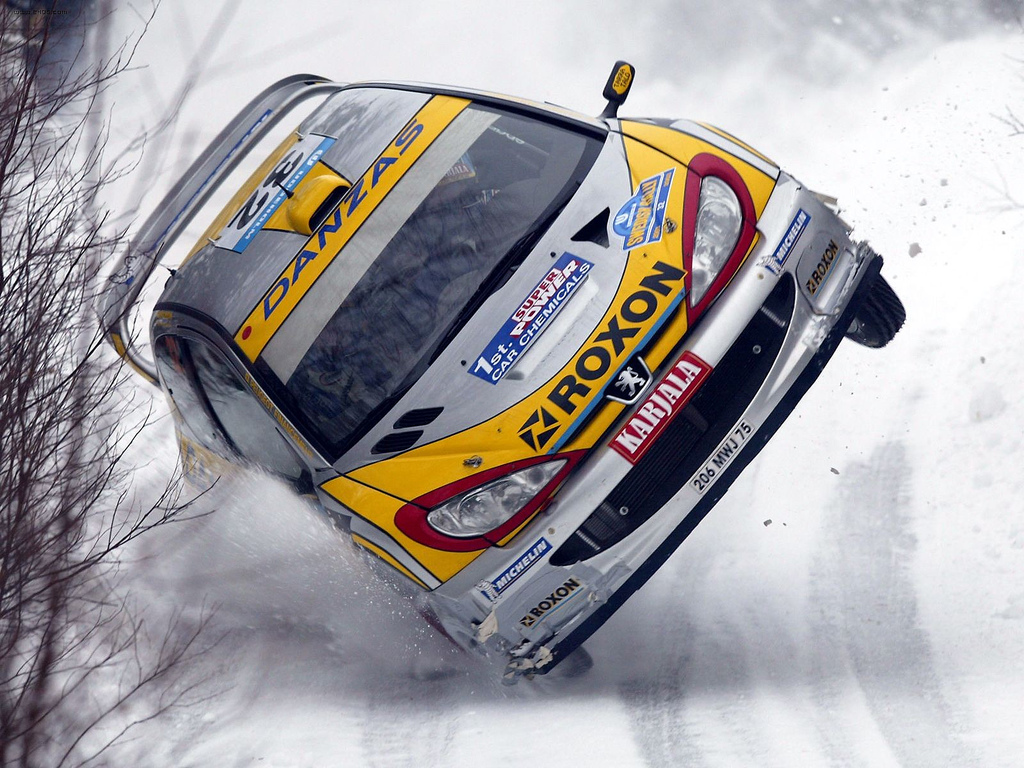
Peugeot 206 WRC на ралли 2003 года в Швеции
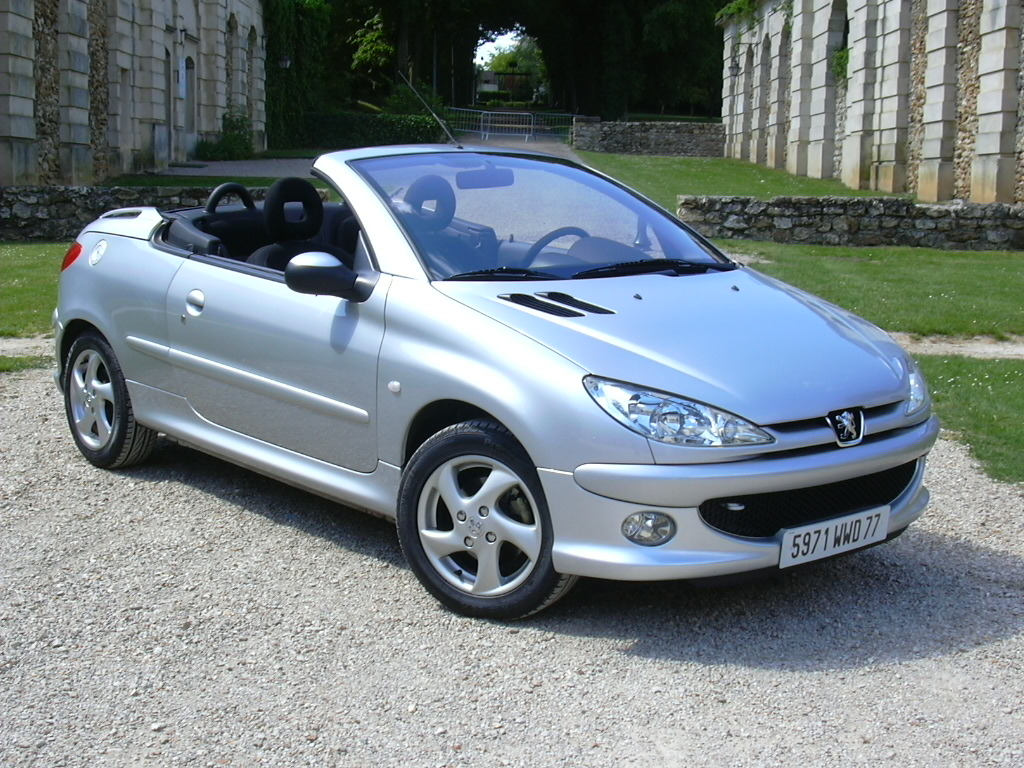
Peugeot 206 CC
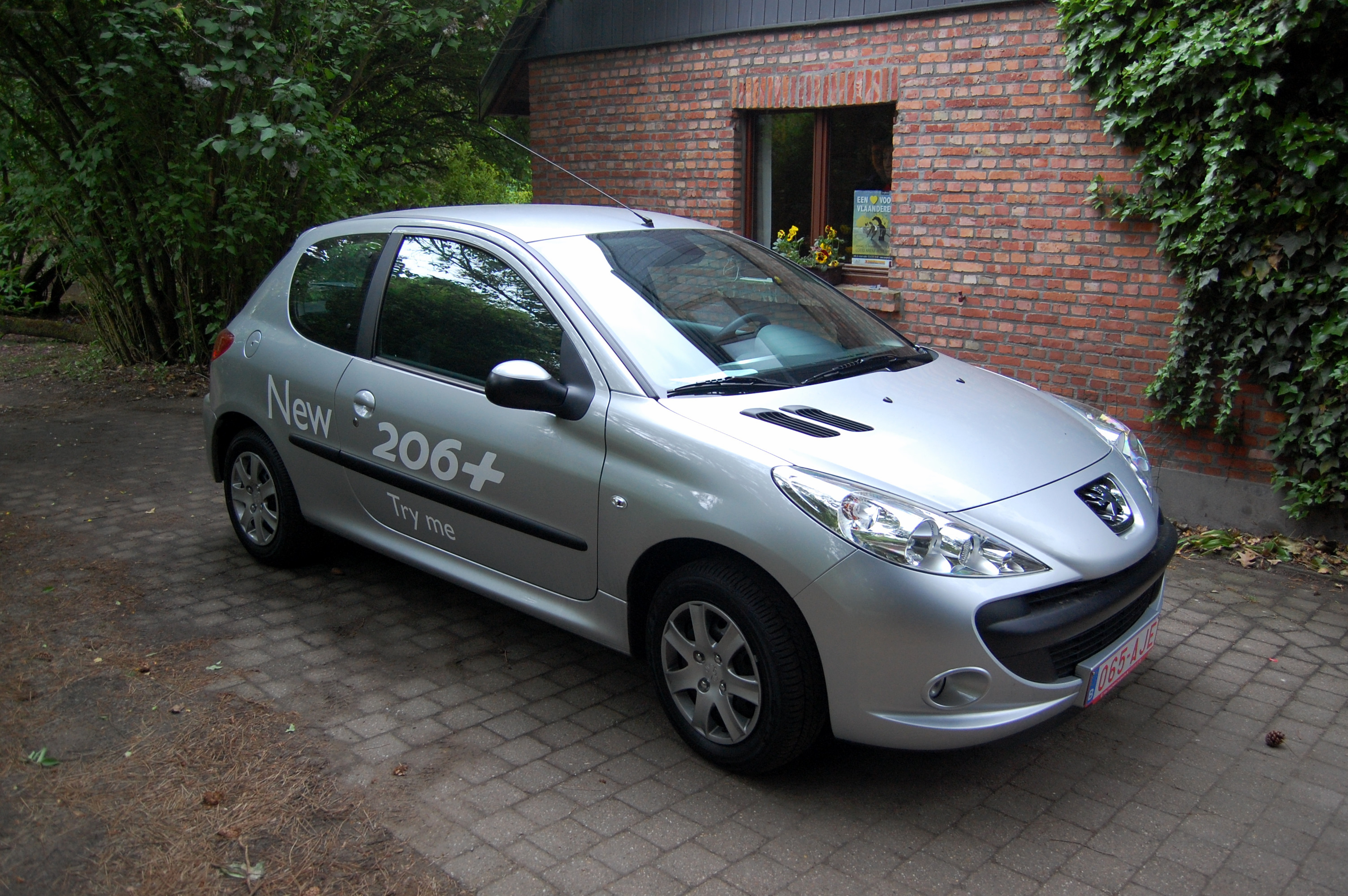
Peugeot 206+
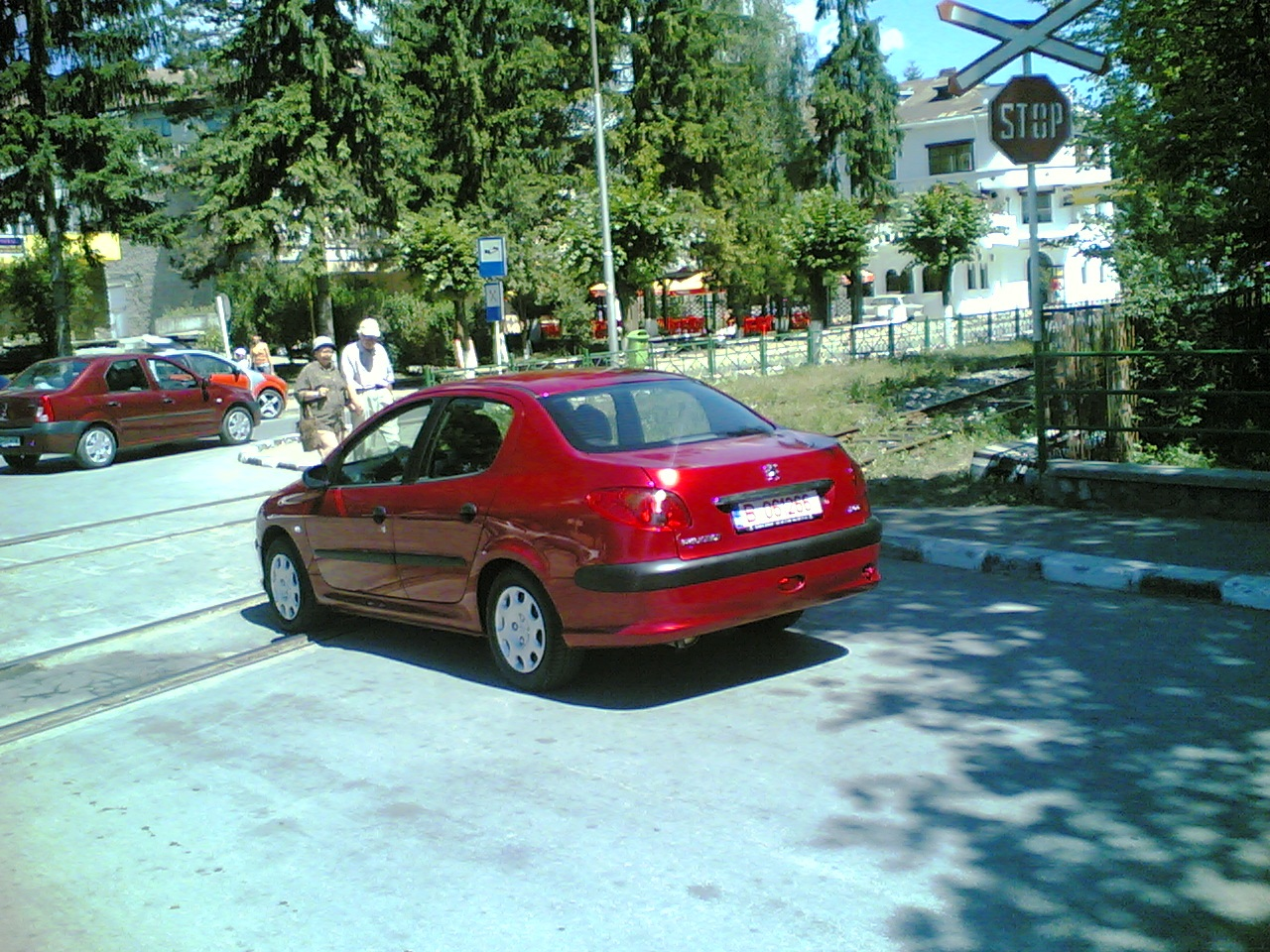
Peugeot 206 Sedan
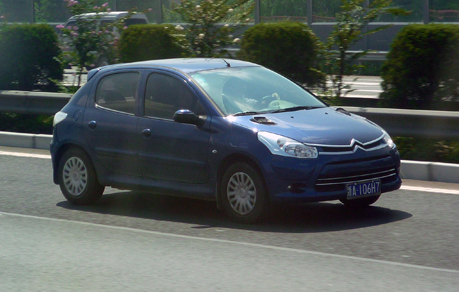
Citroën C2 для китайского рынка.